# A cappella
Oggi si definisce a cappella ogni esibizione sonora che non prevede l'intervento da parte di strumenti musicali, ammettendo tuttavia l'elaborazione del suono mediante strumenti tecnologici nella musica moderna. In passato il termine si riferiva anche ad esecuzioni vocali con accompagnamento, in cui gli strumenti si limitavano a rafforzare le voci raddoppiandone le linee senza aggiungere linee musicali. Il caso più frequente era quello del raddoppio realizzato con l'organo.

## Storia

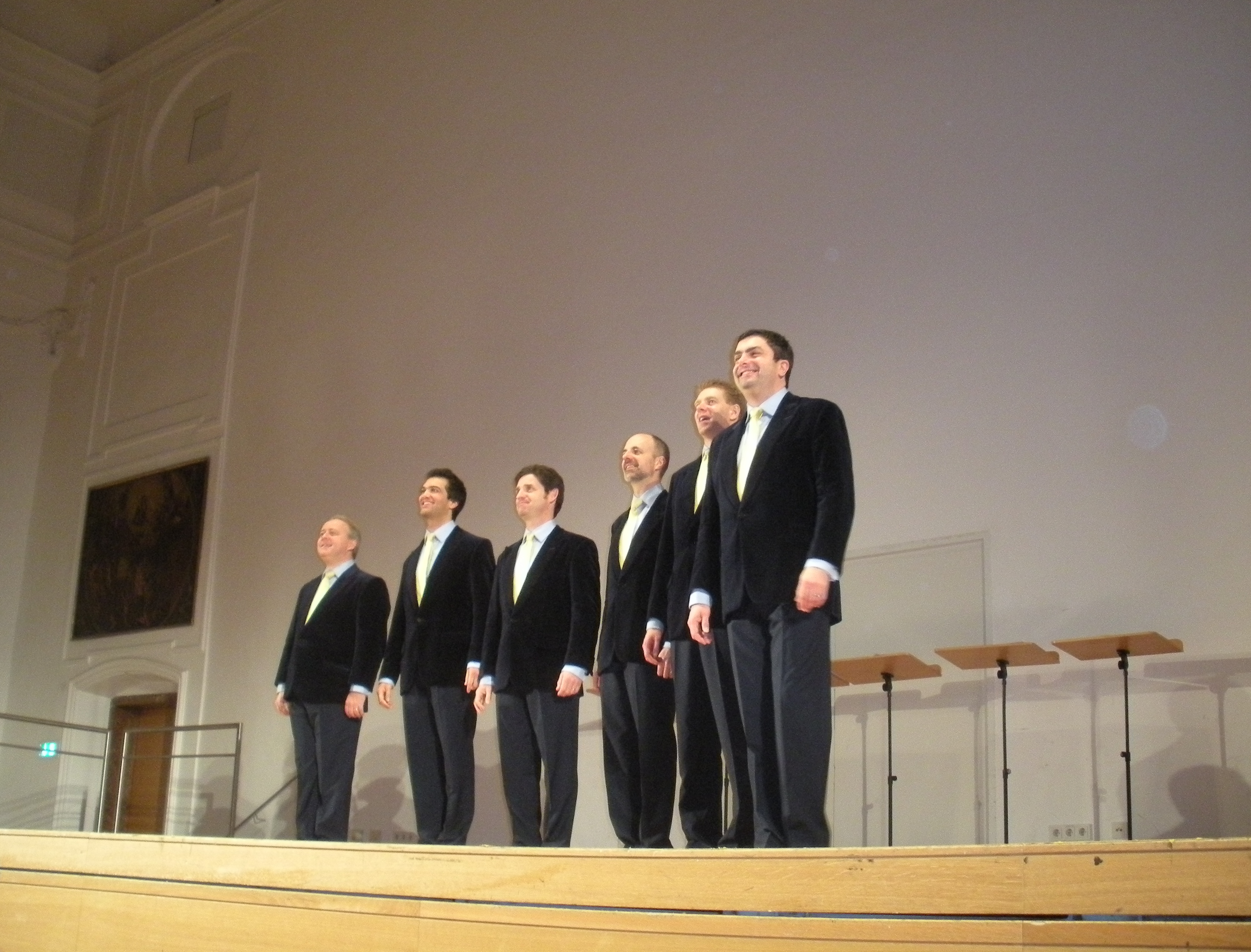
I King's Singers in concerto a Salisburgo nel 2010

La pratica del canto a cappella ha origini che risalgono alla preistoria, quando gli uomini e le donne dei villaggi si riunivano attorno al fuoco per cantare musiche propiziatorie o di ringraziamento per le divinità o di altro genere.
Il canto a cappella trae le sue origini dalla prassi esecutiva del canto gregoriano che, non prevedendo l'ausilio né dell'organo né di alcun altro strumento, era eseguito dalle sole voci dei monaci o dei chierici che costituivano il gruppo di cantori, chiamato schola cantorum.
Alla schola cantorum veniva affidato il ruolo di guida dell'assemblea, per questa ragione i cantori spesso scendevano dal presbiterio e si ponevano a cantare in una cappella laterale della chiesa, da cui l'origine del nome.
A cappella è gran parte della musica corale concepita per essere svolta da gruppi vocali o da cori polifonici.

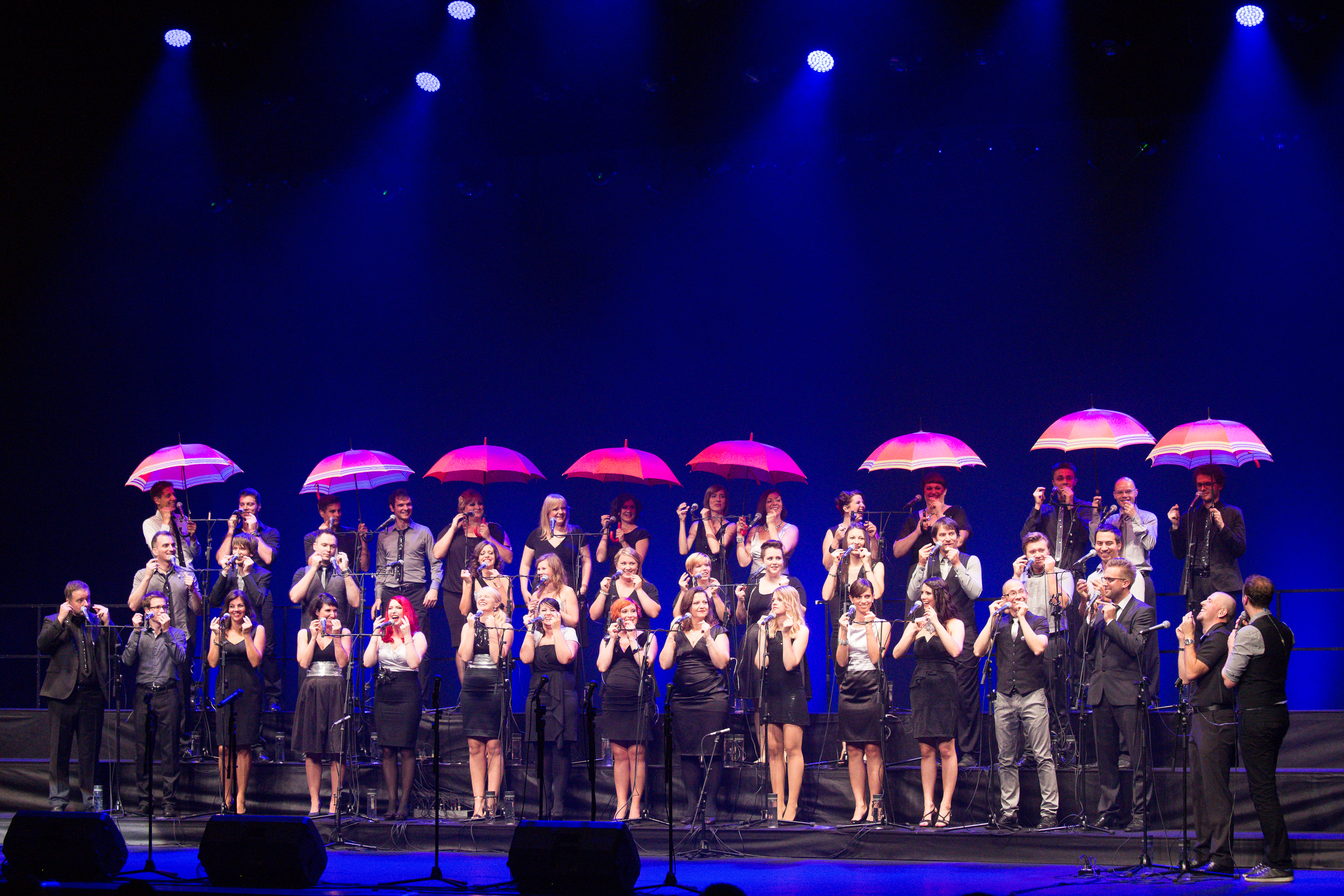
I Perpetuum Jazzile in concerto a Lubiana nel 2014

La produzione di musica a cappella non è solamente sacra, ma spazia dal canto popolare, alla produzione madrigalistica alle elaborazioni di musica jazz e pop; in tal senso i vertici interpretativi a livello mondiale sono rappresentati da gruppi come i Golden Gate Quartet, King's Singers, The Chanticleer, The Swingle Singers, The Real Group, DR VokalEnsemblet, Rajaton, Perpetuum Jazzile, Take Six, Calmus Ensemble e molti altri, in un panorama in forte espansione. Negli ultimi anni grande successo hanno riscosso anche i Pentatonix, vincitori della terza stagione del talent show americano The Sing-Off. Il primo brano a cappella a raggiungere la posizione nº 1 nella classifica statunitense è stata la celeberrima Don't Worry, Be Happy di Bobby McFerrin nel 1988. In territorio italiano vi sono gruppi di levatura internazionale e curriculum consolidato come i Neri per Caso, gli Alti & Bassi, Cluster, i Mezzotono. Nel panorama nazionale si situano molti altri gruppi con repertori che complessivamente abbracciano un arco temporale molto vasto, dalla musica rinascimentale fino ai nostri giorni: The Acappella Swingers, l'Anonima Armonisti, gli Alter Ego, i Blue Penguin, i Domino Vocal Group, i L'Una e Cinque, i Maybe6ix, i Mezzo Sotto, gli Occhi Chiusi In Mare Aperto, i Quattrottave, The Ring Around Quartet, i Rebel Bit, i SeiOttavi, i Sinacria Symphony, gli Spritz for Five, i Venice Vocal Jam, i Vocalica, i Vocal Cocktail, i Voceversa, i Van Canto, i  Glissando Vocal Ensemble e tanti ancora.
Alcune produzioni artistiche recenti prevedono l'uso di strumenti ausiliari e/o contaminazioni elettro-acustiche che tendono a forzare il significato del termine "a cappella". Secondo alcuni, queste produzioni entrano a far parte di categorie le cui espressività e tecnica esulano dal contesto prettamente vocale, essendo del tutto differenti gli effetti e la ricerca delle soluzioni espressive. Ad esempio il gruppo tedesco Van Canto, definisce il proprio stile "Hero Metal A Cappella", nonostante all'interno della formazione sia presente anche una batteria.
Nella musica elettronica le produzioni a cappella sono fondamentali per la creazione di remix, ovvero versioni alternative dello stesso brano.